# مشتری (مجارستان)
مشتری (به مجاری:  Mesteri) یک شهرداری در مجارستان است که در واش واقع شده‌است. مشتری ۱۱٫۷۱ کیلومتر مربع مساحت و ۲۷۹ نفر جمعیت دارد.